# Meteopatia
Meteopatia lub meteoropatia – zjawisko występujące u osób, z chorobami takimi jak zapalenie stawów lub urazami kończyn, które twierdzą, że odczuwają szczególny ból lub inne dolegliwości przy zmianach ciśnienia atmosferycznego, wilgotności lub przy występowaniu innych zmian warunków pogodowych. Dowody naukowe nie potwierdzają jednak związku między pogodą a bólem i wskazują, że zjawisko to jest w dużej mierze lub całkowicie spowodowane zaburzeniami percepcyjnymi, takimi jak efekt potwierdzenia.

## Historia
Hipotetyczny związek między zmianami pogody, a bólem był dokumentowany od czasów antyku – Hipokrates (około 400 roku p.n.e.) prawdopodobnie był pierwszym, który opisał takie zjawisko. Anegdotyczne dowody dostarczone przez takie osoby jak Monica Seles potwierdzają opinię, że meteopatia istnieje.

## Badania naukowe
Pierwszą publikacją dokumentującą zmianę percepcji bólu związaną z pogodą była American Journal of the Medical Sciences z 1887 roku. Zawarto w niej opis pojedynczego przypadku osoby z fantomowym bólem kończyn, twierdzącą, że „nadchodzące burze, spadające ciśnienie barometryczne i deszcz były związane z nasileniem dolegliwości bólowych”.
Większość badań dotyczących związku między pogodą, a bólem dotyczyła osób, u których zdiagnozowano zapalenie stawów. Po przejrzeniu wielu opisów przypadków, Rentshler doniósł w Journal of the American Medical Association w 1929 roku, że istnieją mocne dowody na to, że „ciepła pogoda jest korzystna, a zmiany ciśnienia atmosferycznego są szkodliwe dla pacjentów z zapaleniem stawów”.
Przeciwstawiając się twierdzeniu o ciśnieniu barometrycznym z 1929 roku, w artykule z 2016 roku zatytułowanym „Do Your Aches, Pains Predict Rain?” profesor nauk o atmosferze Dennis Driscoll stwierdził: „Ludzie muszą zdać sobie sprawę, że zmiany ciśnienia związane z burzami są raczej niewielkie”. Zauważył też, że zmiany ciśnienia związane z burzą są mniej więcej równoważne z tym, czego człowiek doświadcza, wjeżdżając windą w wysokim budynku. Do tej pory w literaturze medycznej nie było wielu doniesień o osobach z zapaleniem stawów, które doświadczały dodatkowych dolegliwości poprzez używanie wind.
W badaniu opublikowanym w British Medical Journal z 2017 roku przeanalizowano raporty dotyczące bólu stawów lub pleców z milionów wizyt lekarskich w latach 2008–2012 zarejestrowane przez Medicare, amerykański system opieki zdrowotnej dla osób starszych. Porównano je z danymi dotyczącymi opadów deszczu zarejestrowanymi przez National Oceanic and Atmospheric Administration, ale nie znaleziono żadnej korelacji. W badaniu stwierdzono, że dane z milionów wizyt lekarskich starszych Amerykanów połączone z danymi o dziennych opadach, nie pokazały związku między deszczem a wizytami lekarskimi dotyczącymi bólu stawów i pleców, zarówno w ogólnej populacji starszych pacjentów, jak i wśród pacjentów z reumatyzmem.

## W różnych językach
Pojęcie meteopatii jest szeroko rozpowszechnione w niektórych językach. Po włosku cierpiący to meteoropatico, po chorwacku meteoropat, po macedońsku метеопат (meteopat).